# Casino Royale (soundtrack)
Casino Royale is de originele soundtrack van de eenentwintigste James Bond-film van EON Productions uit 2006 met dezelfde naam. het album werd uitgebracht in 2006 door Sony Classical Records.
Het album bevat de originele filmmuziek die gecomponeerd en geproduceerd is door David Arnold en de muziek werd uitgevoerd door het orkest onder leiding van Nicholas Dodd. Arnold schreef samen met Chris Cornell de muziek van het openingsnummer "You Know My Name", die Cornell ook zong. Dit is de eerste keer dat een titelsong niet in de track-list is verwerkt van een officieel soundtrackalbum. De melodie van het themalied is wel verwerkt in een aantal nummers op het album waaronder het eerste nummer.

## Nummers
| Nr. | Titel                        | Duur  |
| --- | ---------------------------- | ----- |
| 1   | African Rundown              | 6:52  |
| 2   | Nothing Sinister             | 1:27  |
| 3   | Unauthorised Access          | 1:08  |
| 4   | Blunt Instrument             | 2:22  |
| 5   | CCTV                         | 1:30  |
| 6   | Solange                      | 0:59  |
| 7   | Trip Aces                    | 2:06  |
| 8   | Miami International          | 12:43 |
| 9   | I'm the Money                | 0:27  |
| 10  | Aston Montenegro             | 1:03  |
| 11  | Dinner Jackets               | 1:52  |
| 12  | The Tell                     | 3:23  |
| 13  | Stairwell Fight              | 4:12  |
| 14  | Vesper                       | 1:44  |
| 15  | Bond Loses It All            | 3:56  |
| 16  | Dirty Martini                | 3:49  |
| 17  | Bond Wins It All             | 4:32  |
| 18  | The End of an Aston Martin   | 1:30  |
| 19  | The Bad Die Young            | 1:18  |
| 20  | City of Lovers               | 3:30  |
| 21  | The Switch                   | 5:07  |
| 22  | Fall of a House In Venice    | 1:53  |
| 23  | Death of Vesper              | 2;50  |
| 24  | The Bitch Is Dead            | 1:05  |
| 25  | The Name's Bond...James Bond | 2:49  |

| Nr. | Titel                   | Duur |
| --- | ----------------------- | ---- |
| 1.  | Licence: 2 Kills        | 2:38 |
| 2.  | Reveal LeChiffre        | 1:25 |
| 3.  | Mongoose vs. Snake      | 1:16 |
| 4.  | Bombers Away            | 0:27 |
| 5.  | Push Them Overboard     | 0:27 |
| 6.  | Bedside Computer        | 0:41 |
| 7.  | Beep Beep Beep Bang     | 0:37 |
| 8.  | Inhaler                 | 0:27 |
| 9.  | Brother From Langley    | 1:41 |
| 10. | Prelude To A Beating    | 1:17 |
| 11. | Coming Round            | 1:11 |
| 12. | I'm Yours               | 1:04 |
| 13. | Running To The Elevator | 0:28 |